# 731124 Rosvick
731124 Rosvick è un asteroide della fascia principale. Scoperto nel 2003, presenta un'orbita caratterizzata da un semiasse maggiore pari a 2,586553 UA e da un'eccentricità di 0,277487, inclinata di 12,195647° rispetto all'eclittica.